# Noel McCalla
Noel McCalla (* 4. listopadu 1956, Londýn, Anglie) je britský rockový zpěvák. V letech 1991 až 2009 byl sólovým zpěvákem skupiny Manfred Mann's Earth Band.

## Mládí
Narodil v Severním Londýně rodičům Sylvesterovi a Elizabeth McCallovým. Otec byl farářem v Evangelickém kostele a rodina měla osm dětí. Noel navštěvoval školku v Alexandra Park v Londýně, ale ve věku devíti let se rodina přestěhovala do Coventry, kde chodil na školy Hillfarm Junior School a Barkers Butts Secondary School.

## Hudební kariéra
V 15 letech, po dokončení základní školy, začal McCalla spolupracovat se skupinou Black and White Notes. Skupina vystupovala jako předskokan skupiny The Shadows. Pak se připojil ke skupině Moon, která podepsala smlouvu s Epic Records. Po rozpadu skupiny zůstal u Epic Records, kde vydal své sólové album. V roce 1972 McCalla opustil svou rodinu a odstěhoval se do Londýna.
Od roku 1977 byl sólovým zpěvákem skupiny Sniff 'n' the Tears. V té době pracoval jako hudebník na volné noze a v roce 1979 vydal sólové album "Night Time Emotion", jehož producentem byl Trevor Rabin. Zpíval na sólovém albu Mike Rutherforda Smallcreep's Day (1980) a albu skupiny Morrissey–Mullen This Must Be the Place (1985). V roce 1981 se rozhodl pro založení vlastní skupiny, kterou pojmenoval Contact. V roce 1993 se jméno skupiny změnilo na McCalla, vydala album “Push and Pull” a v roce 1995 album “Hot From The Smoke".

## Manfred Mann
Od roku 1980 spolupracoval McCalla několikrát se skupinou Manfred Mann's Earth Band ve studiu a v roce 1990 se představil na albu Plains Music, začal se skupinou intenzivně koncertovat a vydal s ní další dvě studiová alba Soft Vengeance a 2006, a koncertní album Mann Alive. Byl nahrazen Peterem Coxem ze skupiny Go West.
Od poloviny roku 2006 spolupracoval s jazzovou skupinou Dave Lewise 1Up.

## Diskografie
- Night Time Emotion (1979)[1]
- Push & Pull (1993)
- Hot From The Smoke (1995)
- Akustic (2004)

## X-Factor
V roce 2008 se jeho patnáctiletý syn Mali Michael-McCalla zúčastnil páté série britské soutěže X-Factor, ale nedostal se do finále soutěže.